# Henrik Gunz
Henrik Gunz (* 28. April 1966) ist ein ehemaliger österreichischer Fußballspieler.

## Karriere
Gunz begann seine Karriere beim FC Dornbirn 1913. Zur Saison 1983/84 rückte er in den Kader der zweiten Mannschaft der IG Bregenz/Dornbirn. Zur Saison 1985/86 rückte er in den Profikader der IG. Für diese debütierte er dann im August 1985 gegen den SV Austria Salzburg in der 2. Division. In zwei Zweitligaspielzeiten kam er zu 67 Einsätzen für Bregenz/Dornbirn, ehe das Team 1987 aus der 2. Division abstieg und sich die IG daraufhin auflöste.
Zur Saison 1987/88 kehrte er dann zu seinem nun eigenständigen Stammklub Dornbirn zurück, mit dem er zu Saisonende den Zweitligaaufstieg schaffte. In der Saison 1988/89 absolvierte er 34 Zweitligapartien, mit dem FCD stieg er aber direkt wieder in die Westliga ab. Im Jänner 1995 wechselte Gunz zum FC Viktoria 62 Bregenz. Zur Saison 1995/96 schloss er sich dem FC Lustenau 07 an. Im Jänner 1996 wechselte er zum Dornbirner SV, bei dem er nach der Saison 1997/98 seine Karriere beendete.

## Persönliches
Sein Bruder Bernhard (* 1965) war ebenfalls Fußballspieler und mit ihm bei Bregenz/Dornbirn und Dornbirn Zweitligaprofi.